# Lamesa (Texas)
Lamesa es una ciudad ubicada en el condado de Dawson en el estado estadounidense de Texas. En el Censo de 2010 tenía una población de 9.422 habitantes y una densidad poblacional de 725,68 personas por km².

## Geografía
Lamesa se encuentra ubicada en las coordenadas 32°43′59″N 101°57′18″O / 32.73306, -101.95500. Según la Oficina del Censo de los Estados Unidos, Lamesa tiene una superficie total de 12.98 km², de la cual 12.9 km² corresponden a tierra firme y (0.62%) 0.08 km² es agua.

## Demografía
Según el censo de 2010, había 9.422 personas residiendo en Lamesa. La densidad de población era de 725,68 hab./km². De los 9.422 habitantes, Lamesa estaba compuesto por el 80.61% blancos, el 4.59% eran afroamericanos, el 0.73% eran amerindios, el 0.45% eran asiáticos, el 0.06% eran isleños del Pacífico, el 11.25% eran de otras razas y el 2.31% pertenecían a dos o más razas. Del total de la población el 58.69% eran hispanos o latinos de cualquier raza.